# Мадатли, Эйнулла Ядулла оглы
 Эйнулла Ядулла оглы Мадатли  (азерб. Eynulla Yadulla oğlu Mədətli; род. 18 апреля 1954, Нахичевань) — азербайджанский дипломат.

## Биография
Эйнулла Мадатли родился в 1954 году в г. Нахичевань Азербайджанской ССР. В 1975 году окончил исторический факультет Нахичеванского государственного университета.
В 1975—1977 годах работал преподавателем в средней школе.
В 1981 году окончил Институт философии. Защитил диссертацию на соискание ученой степени кандидата философских наук.
До 1996 года работал в различных государственных, научных и образовательных учреждениях, возглавлял Департамент международных отношений Нахичеванского государственного университета.
В 1991—1995 годах являлся депутатом Верховного Меджлиса Нахичеванской АР.
В 1996 году назначен генеральным консулом Азербайджана в г. Тебриз (Иран).
С 1996 по 2001 годы являлся советником посольства Азербайджана в Иране.
С 2001 по 2002 годы являлся советником МИД Азербайджана.
Посол Азербайджана в Пакистане (18 апреля 2002 — 2010). Одновременно являлся послом Азербайджана в Афганистане с резиденцией в Исламабаде (2005 — 2010).
Посол Азербайджана на Украине (2010 — 26 октября 2016).